# رأس الخور الصناعية
رأس الخور الصناعية هو حي يقع في إمارة دبي في الإمارات العربية المتحدة ويبلغ عدد سكانها 10,685 نسمة. 

## الموقع
تتميز رأس الخور الصناعية بموقعها الاستراتيجي القريب من شبكة الطرق الرئيسية في الإمارة، مثل شارع راس الخور، وشارع ند الحمر، وشارع المنامة، وشارع الشيخ محمد بن زايد كما يبعد مطار دبي الدولي 8 دقائق بالسيارة وتبعد عن منطقة الخليج التجاري 12 دقيقة بالسيارة.

## أقسام المنطقة
رأس الخور هي جزء من عدة مناطق صناعية (مثل العوير) تقع في ضواحي دبي. تضم منطقة رأس الخور الصناعية ثلاث مناطق فرعية: 

### منطقة رأس الخور الصناعية 1
تُعد رأس الخور الصناعية 1 منطقة صناعية وتجارية تقع في رأس الخور وبالقرب من خور دبي، وتتصل بشارع رأس الخور E44، وشارع العين – دبي E66، وتعد واحدةً من المناطق الفرعية الثلاث الكائنة في رأس الخور الصناعية، وتضم شركات صناعية وشركات تجارية ومستودعات، كما تتضمن عقارات تجارية للبيع والإيجار.

### منطقة رأس الخور الصناعية 2
رأس الخور الصناعية 2 هي منطقة متعددة الاستخدامات تقع في رأس الخور، وتعد واحدةً من المناطق الفرعية الثلاث في رأس الخور الصناعية، وتضم شركات صناعية وشركات للشحن وغيرها، فضلاً عن وجود وحدات سكنية بأسعار منخفضة.

### المنطقة الصناعية 3 برأس الخور
نبدأ هذا الدليل بذكر معلومات عن منطقة راس الخور على وجع العموم، مع العلم بأنها تنقسم إلى منطقتين؛ هما: منطقة رأس الخور السكنية المخصصة لإقامة العائلات وتتضمن مباني فقط، بالإضافة إلى منطقة رأس الخور الصناعية التي تضم عقارات تجارية وأخرى سكنية. في دليلنا هذا سنسلط الضوء على واحدة من المناطق الفرعية في المنطقة التجارية وهي “رأس الخور الصناعية 3”.
رأس الخور الصناعية 3 هي منطقة متعددة الاستخدامات تقبع في الجزء الجنوبي الشرقي من منطقة رأس الخور الحيوية، وتعد واحدةً من المناطق الفرعية الثلاثة في رأس الخور الصناعية، وتبرز باشتمالها على أكبر سوق للفواكه والخضراوات في منطقة الخليج العربي، بالإضافة إلى مول تجاري.
لعل أبرز ما تنفرد به منطقة رأس الخور الصناعية 3 هو الموقع الجوهري بين الشوارع الرئيسية في إمارة دبي؛ منها شارع ند الحمر D67 وشارع الشيخ محمد بن زايد E311.
- مترو دبي سيتم خدمة الخط الأزرق لمترو دبي بمحطتين في عام 2029

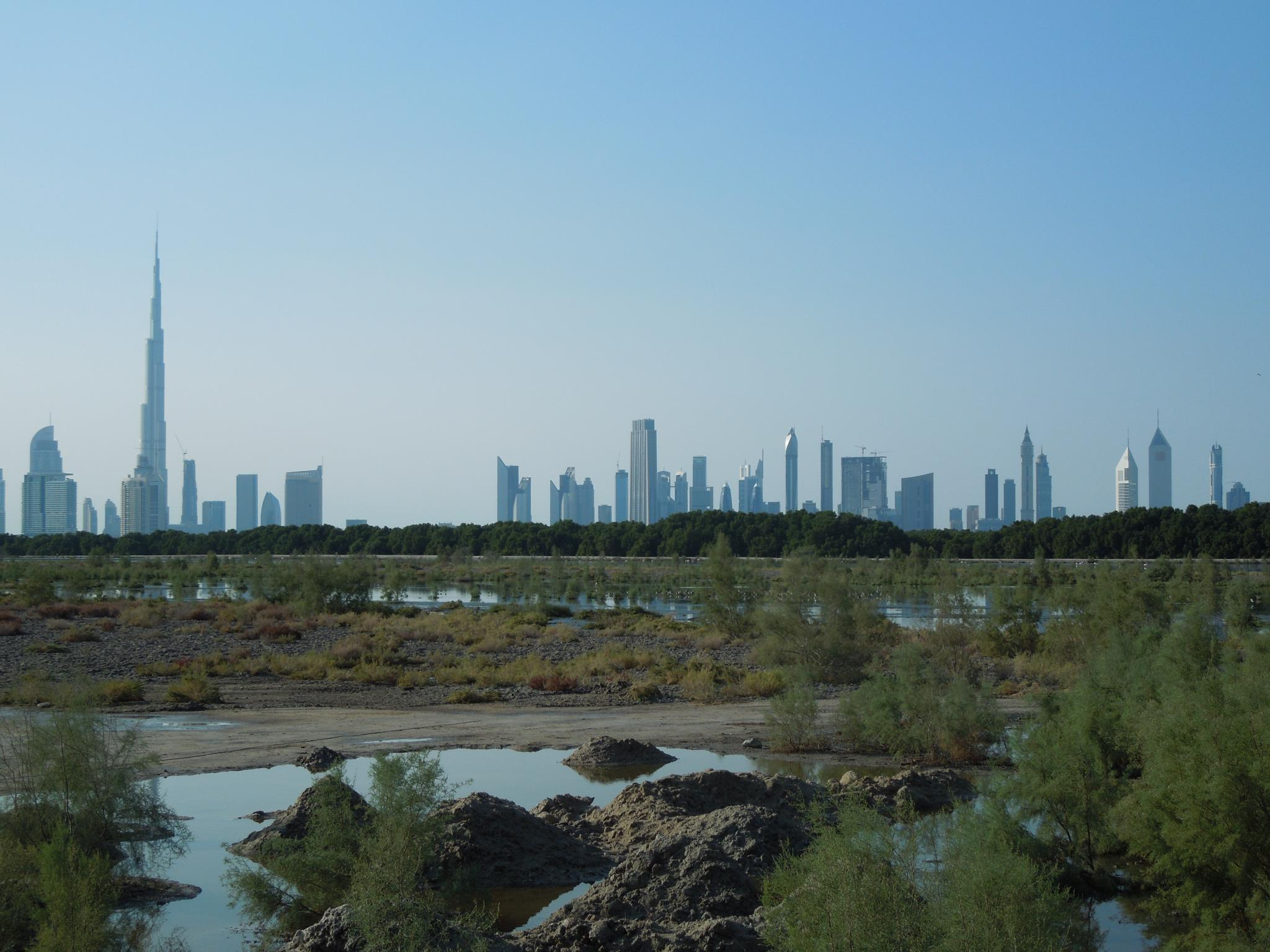

- رأس الخور الصناعية
- سوق السيارات